# 花村榮子
花村榮子（日语：花村えい子，1929年11月9日—2020年12月3日），日本漫畫家，社團法人日本漫畫家協會名譽會員，東京工藝大學藝術學部客座教授，法國國民美術協會會員。

## 經歷
生於埼玉縣川越市，女子美術大學肄業。
1959年以〈紫の妖精〉投稿到貸本漫畫出道。1966年在週刊《瑪格麗特》連載《霧のなかの少女》大受好評，本作於1975年改拍為電視劇《家庭の秘密》。80年代後創作逐漸從少女向轉為淑女向。
1989年以歷來所有作品榮獲第18屆日本漫畫家協會賞優秀賞。
2007年花村獲邀參與在羅浮宮舉辦的「國民美術協會沙龍展（Salon de la SNBA）」，其入會資格獲承認。